# Svarttjärnen (Ragunda socken, Jämtland, 701054-150595)
Svarttjärnen är en sjö i Ragunda kommun i Jämtland och ingår i Indalsälvens huvudavrinningsområde.